# Zorgho
 Zorgho  là một tổng của tỉnh Ganzourgou ở đông trung bộ Burkina Faso. Thủ phủ của tổng này là thị xã Zorgho. Theo điều tra dân số năm 1996, tổng này có dân số 49.648 người..

## Các thị xã và các làng
- Zorgho	(21 518 dân) (thủ phủ)
- Bangbily	(503 dân)
- Bissiga	(1 371 dân)
- Bokin-Koudgo	(262 dân)
- Bougré	(544 dân)
- Dabèga	(501 dân)
- Daguintoéga	(355 dân)
- Digré	(1 369 dân)
- Douré	(843 dân)
- Gonkin	(345 dân)
- Imiga	(897 dân)
- Kidiba	(947 dân)
- Kologuessom 	(208 dân)
- Koubéogo	(658 dân)
- Kourgou	(386 dân)
- Nabitenga	(975 dân)
- Sapaga	(3 316 dân)
- Sapaga -Peulh	(500 dân)
- Songdin	(987 dân)
- Souka	(964 dân)
- Taga	(515 dân)
- Tamasgo	(931 dân)
- Tamidou	(436 dân)
- Tampelcé	(169 dân)
- Tintogo	(1 450 dân)
- Torodo	(2 085 dân)
- Tuiré	(1 984 dân)
- Tuiré-Peulh	(145 dân)
- Yougoulmandé	(771 dân)
- Zaïnga	(897 dân)
- Zempassogo	(1 192 dân)
- Zinado	(734 dân)
- Zinguédéga	(890 dân)